# Мадона дела Неве (Империја)
Мадона дела Неве је насеље у Италији у округу Империја, региону Лигурија.
Према процени из 2011. у насељу је живело 47 становника. Насеље се налази на надморској висини од 302 м.